# Spathula camara
Spathula camara és una espècie de triclàdide dugèsid que habita l'aigua dolça de Victòria, Austràlia. Són pigmentades i aparentment no presenten ulls.